# Paul Helot
Paul Helot, né le 18 novembre 1845 à Rouen où il est mort le 25 juillet 1896, est un chirurgien français.

## Biographie
Fils du Dr Jules Helot (1814-1873), chirurgien-en-chef de l'hospice général de Rouen, et de Geneviève-Esther-Thaurin Gibert (1822-1900), Paul-Jules-Marie-Joseph Helot naît à Rouen le 18 novembre 1845. 
Il fait ses études de médecine à Rouen et à Paris et obtient son diplôme de docteur en médecine en 1870, et occupe alors la charge de chirurgien-adjoint des Hôpitaux de Rouen. Nommé professeur suppléant à la Chaire d'accouchement de l'École de médecine de Rouen en 1873, il devient chirurgien-chef au service de la Maternité de l'Hôpital de Rouen en 1873, poste qu'il occupa jusqu'en 1886, où il est nommé chirurgien honoraire.  
Il se spécialisa en laryngologie en 1890, créa une clinique gratuite en 1891. Il fut professeur de laryngologie à l'École de médecine de Rouen en 1893. Il a écrit de nombreux articles médicaux. Il fut président de la Société de médecine de Rouen. 
D’un esprit curieux et inventif, Helot étudia la graphologie et entra en relation avec le graphologue Jules Crépieux-Jamin dont il rédigea la préface du livre intitulé L'Écriture et le Caractère (1889).

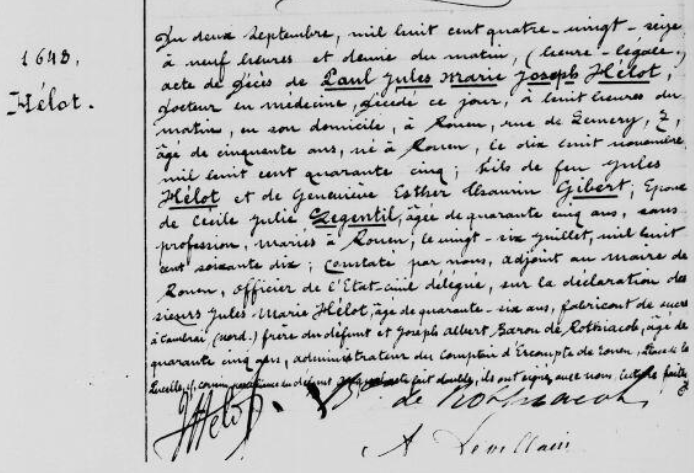
Son acte de décès (registres numérisés de Seine-Maritime)

Il se passionna pour les poissons exotiques et installa un aquarium avec un système de thermostat qu'il avait imaginé et il y fit l'élevage exceptionnel à cette époque des nacropodes de Chine. Il publiait dans les sociétés savantes parisiennes et rouennaises, des articles sur les mœurs des abeilles et des poissons.
Il est l'inventeur de plusieurs appareils d'un usage courant : le photophore électrique frontal, ancêtre du miroir de Clar, le syphocaléfacteur, l'acoumètre, précurseur de l'audiomètre électrique, le rhéostat à électrode-parasite, ainsi que le principe du chauffe-bain.
Il est décédé à Rouen le 2 septembre 1896. Une rue de Rouen porte son nom en son hommage. Son fils René (1875-1940) et son petit-fils Paul (1901-1964) seront également médecins O.R.L.

## Publications et communications
- Étude sur quelques cas d’hémiplégie hystérique, 1870.
- De l’anesthésie produite par l’application prolongée de la bande d’Esmach dans les grandes amputations, 1874.
- De la transfusion du sang dans l’hémorragie post-partum, 1877.
- Du mécanisme de la rupture spontanée de l’utérus pendant l’accouchement, 1877.
- Étude de physiologie expérimentale sur la ligature du cordon ombilical, 1877.
- Anévrisme de l’aorte traité par l’électroponcture, 1879.
- Visite aux hôpitaux de Londres. :Application de la méthode antiseptique à la chirurgie et aux accouchements, 1881.
- Recherches sur les contactions utérines provoquées par l’électricité, 1882.
- Le Photophore électrique frontal de MM. P. Hélot et G. Trouvé, par le Dr Paul Hélot (1883), lien,
- Examen extemporané du lait de femme, procédé du compte-gouttes, 1885.
- De l’hypertrophie des amygdales palatines et pharyngiennes, 1892.
- La surdité dans les écoles, 1895.
- De l’électrolyse des tumeurs de la cloison du nez et des hypertrophies de la pituitaire (revue interne. de rhinologie, etc., no 11, 1895.
- De l’électrolyse des queues de cornets, 1896.
- La surdité verbale de conductibilité (surdité verbale pure), 1896.

### Sources
- Archives familiales Helot